# Маунт-Кросби
Маунт-Кросби (англ. Undullah) — пригород Брисбен-Сити, в штате Квинсленд, Австралия. Относится к агломерации Брисбена. По переписи 2016 года, в Маунт-Кросби проживало 1832 человека. Средний возраст жителей — 39 лет.

## История

### Название
Пригород назван именем горы, которая расположена на его территории. В сентябре 1824 года Джон Оксли исследовал реку Брисбен и поднялся на гору Кросби, которую изначально назвал Бель-Вью (Belle Vue Mountain). Первые фермеры прибыли в эти места из поселения Кросби-он-Эден с Англо-Шотландской границы, и в результате гора получила новое название. Однако, есть и другая версия: гора могла быть названа в честь золотоискателя Джорджа Кросби, который работал в этих местах раньше.

### Конец XIX века
В начале 1880-х годов местность Маунт-Кросби была отдаленной и малонаселенной, где проживали в основном фермеры и лесорубы. Первая школа в Маунт-Кросби открылась в начале 1882 года и 10 лет работала в статусе временной. В первое время в ней обучались 22 ученика. В то же время открылось и почтовое отделение. С началом строительства насосной станции в 1890 году число жителей увеличилось, а плохие условия и переполненность школы побудили к строительству нового, более крупного здания. 11 сентября 1893 года школа была вновь открыта, но уже как государственная. Она также использовалась как место для местное общественное пространство, пока в 1930-х годах не был открыт зал Маунт-Кросби..
Рост Брисбена в 1880-х годах сильно опережал возможности подачи воды с территории пригорода Эногджера, где протекал ручей Голд-Крик, в город. Тогда было решено создать систему перекачки воды из реки Брисбен и водохранилище. Система заработала в 1893 году, а десять лет спустя была улучшена стена плотины. Чтобы построить водоочистные сооружения до Маунт-Кросби были проложены железнодорожные пути из Ипсуича для трамвая.